# Tunahan Kuzu
Tunahan Kuzu (ur. 5 czerwca 1981 w Stambule) – holenderski polityk tureckiego pochodzenia, poseł do Tweede Kamer, założyciel i lider partii DENK.

## Życiorys
Urodził się w Turcji, po osiedleniu się w Holandii zamieszkał w Maassluis. W 2000 ukończył szkołę średnią w Rotterdamie, od 2001 do 2006 studiował administrację publiczną na Uniwersytecie Erazma w Rotterdamie. Pracował jako konsultant w zakresie opieki zdrowotnej m.in. w PricewaterhouseCoopers.
Zaangażował się w działalność polityczną w ramach Partii Pracy. W latach 2008–2012 był radnym Rotterdamu, pełnił funkcję sekretarza frakcji radnych PvdA. W wyborach w 2012 uzyskał mandat posła do Tweede Kamer. W listopadzie 2014 opuścił laburzystów, w lutym 2015 założył nową partię pod nazwą DENK, kierując jej program polityczny głównie do środowiska tureckich imigrantów.
We wrześniu 2016 odmówił uściśnięcia ręki premiera Izraela Binjamina Netanjahu w trakcie jego wizyty w siedzibie Stanów Generalnych, zyskując pewne zainteresowanie ze strony zagranicznych mediów. W wyborach w 2017 jego ugrupowanie zdobyło 3 miejsca w niższej izbie parlamentu, a Tunahan Kuzu jako lider listy wyborczej uzyskał poselską reelekcję. W marcu 2020 zrezygnował z funkcji lidera partii DENK. W 2021 ponownie został wybrany w skład niższej izby holenderskiego parlamentu.